# سیارک ۱۱۷۷۱۴
سیارک ۱۱۷۷۱۴ (به انگلیسی: 117714 Kiskartal، نامگذاری:2005GH1) صد و هفده هزار و هفتصد و چهاردهمین سیارک کشف شده‌است که در ۲ آوریل ۲۰۰۵ کشف شد.